# Monocerotesa commissa
Monocerotesa commissa là một loài bướm đêm trong họ Geometridae.